# Slavko Brill
Slavko Brill (Újgradiska, 1900. december 27. – Jasenovaci koncentrációs tábor, 1943. január) zsidó származású horvát szobrász és keramikusművész, a holokauszt áldozata.

## Élete és munkássága
1926-ban szerzett diplomát a zágrábi művészeti akadémián. Művészeti alkotásai között szerepeltek portrék, mellszobrok és temetői emlékművek. Brill társalkotója a zágrábi Tomiszláv király szobor talapzatán látható domborműnek. A Független Horvát Állam megalakulása után Brill áttért a katolikus vallásra. Az usztasák 1941 júliusában letartóztatták, majd a goricai edénygyár közbenjárására, ahol alkalmazták gyorsan szabadon engedték. 1942 januárjában feleségével együtt ismét letartóztatták, és a jasenovaci koncentrációs táborba deportálták, ahol más zsidó művészekkel, köztük Daniel Ozmóval és Daniel Kabiljóval együtt szerepelnie kellett egy propagandafilmben. Brill egy ideig a tábor kerámiaműhelyében dolgozott. 1943 januárjában tuberkulózisban halt meg. Felesége és édesanyja a diakovári internálótáborban pusztult el.
Brill munkái posztumusz szerepeltek belgrádi (1956–57) és zágrábi (1988, 1996 és 2000) csoportos kiállításokon, valamint 2004-ben egy zágrábi retrospektív kiállításon. Körülbelül 30 gipszplasztikáját a Horvát Tudományos és Művészeti Akadémia zágrábi Gliptotekájában, egyik portréját pedig a zágrábi Modern Művészeti Galériában őrzik. A jasenovaci koncentrációs táborban készült mázas kerámia szobrocskák egy részét a Jasenovaci Emlékhely gyűjteményében őrzik.

## Fordítás
Ez a szócikk részben vagy egészben  a   Slavko Brill című angol Wikipédia-szócikk ezen változatának fordításán alapul.  Az eredeti cikk szerkesztőit annak laptörténete sorolja fel. Ez a jelzés csupán a megfogalmazás eredetét és a szerzői jogokat jelzi, nem szolgál a cikkben szereplő információk forrásmegjelöléseként.